# 땅우양
땅우양(본명: 한상우, 1998년 7월 8일 ~ )은 대한민국의 전직 리그 오브 레전드 프로게이머이다. 선수 시절 포지션은 AD 캐리로 아이디는 Force를 사용했다. 현재 트위치 스트리머로 활동하고 있다.

## 선수 시절
2016년 5월, 아이 게이밍 스타에 입단하면서 프로 커리어를 시작했다. 서머 시즌 팀의 챌린저스 포스트시즌 진출에 기여했다.
2017시즌을 앞두고 그리핀에 입단했다. 2018년 1월, 팀에서 퇴단했다.

## 소속팀
| # | 팀명             | 소속 기간               | 소속 리그 | 비고 |
| - | ---------------- | ----------------------- | --------- | ---- |
| 1 | 아이 게이밍 스타 | 2016.05.15 ~ 2016.07    | LCK       |      |
| 2 | 그리핀           | 2017.01.10 ~ 2018.01.18 | LCK       |      |